# Bisdom Sankt Gallen
Het bisdom Sankt Gallen (Latijn: Dioecesis Sancti Galli; Duits: Bistum Sankt Gallen) is een in Zwitserland gelegen rooms-katholiek bisdom, met zetel in de stad Sankt Gallen. Het bisdom staat, zoals alle Zwitserse bisdommen, als immediatum onder rechtstreeks gezag van de Heilige Stoel.
Het territorium beslaat de kantons Sankt Gallen, Appenzell Ausserrhoden en Appenzell Innerrhoden.

## Geschiedenis
Het bisdom Sankt Gallen ontstond op 8 april 1847 door een splitsing van het bisdom Chur-Sankt Gallen in de bisdommen Sankt Gallen en Chur. Grote delen van het bisdom behoorden eerder toe aan het Prinsbisdom Konstanz.
De barokke Stiftskirche St. Gallus und Otmar in Sankt Gallen is de kathedraal van het bisdom. Deze kerk staat op de UNESCO Werelderfgoedlijst.

## Bisschoppen van Sankt Gallen
- 1835–1836: Johann Georg Bossi
- 1837–1845: sede vancante
- 1846–1862: Johann Peter Mirer
- 1862–1882: Karl Johann Greith
- 1882–1906: Augustin Egger
- 1906–1913: Ferdinand Rüegg
- 1913–1930: Robert Bürkler
- 1930–1938: Alois Scheiwiler
- 1938–1957: Joseph Meile
- 1957–1976: Joseph Hasler
- 1976–1994: Otmar Mäder
- 1995–2005: Ivo Fürer
- 2006–heden: Markus Büchel